# FK BSK Banja Luka
FK BSK je bosanskohercegovački nogometni klub iz Banje Luke.
Trenutačno se natječe u 2. ligi RS. 

## Povijest
Klub je osnovan 20. listopada 1932. godine, a svoju prvu utakmicu odigrali su protiv druge momčadi banjalučkog Borca 4. srpnja 1933. U Prvoj ligi Republike Srpske BSK je odigrao ukupno 14 sezona.